# Кривенківський заказник
Криве́нківський заказник — ландшафтний заказник місцевого значення в Україні. Об'єкт природно-заповідного фонду Полтавської області. 
Розташований у межах Семенівської селищної громади Кременчуцького району Полтавської області, на північний схід від села Білогуби (біля колишнього села Кривенки).
Площа 94,2 га. Статус присвоєно згідно з рішенням Полтавської облради від 28.02.1995 і 04.09.1995 року. Перебуває у віданні: ДП « Лубенський лісгосп» (Семенівське лісництво, кв. 29, вид. 3) — 14,2 га, Василівська с/р — 80 га.
Статус присвоєно для збереження лісостепових ландшафтів на правобережжі річки Хорол. Поширені заплавні луки і заболочені ділянки; зростає невеликий лісовий масив.